# Llanera (Astúries)
Llanera és un conceyu de la Comunitat Autònoma del Principat d'Astúries. Limita al nord amb Gijón i Corvera de Asturias, al sud amb Oviedo, a l'est amb Gijón i Siero i a l'oest amb Illas i Les Regueres. La capital, Posada de Llanera, està situada a 11 km d'Oviedo, 20 d'Avilés i a 22 de Gijón.
Entre els serveis més importants del concejo destaquen el ferrocarril de Renfe a Lugo de Llanera, Villabona i Ferroñes, l'Institut d'Ensenyament Secundari a Posada de Llanera, un important sector industrial, amb els polígons de Silvota, Asipo i Parc Tecnològic d'Astúries. Endemés del Centre Penitenciari d'Astúries.

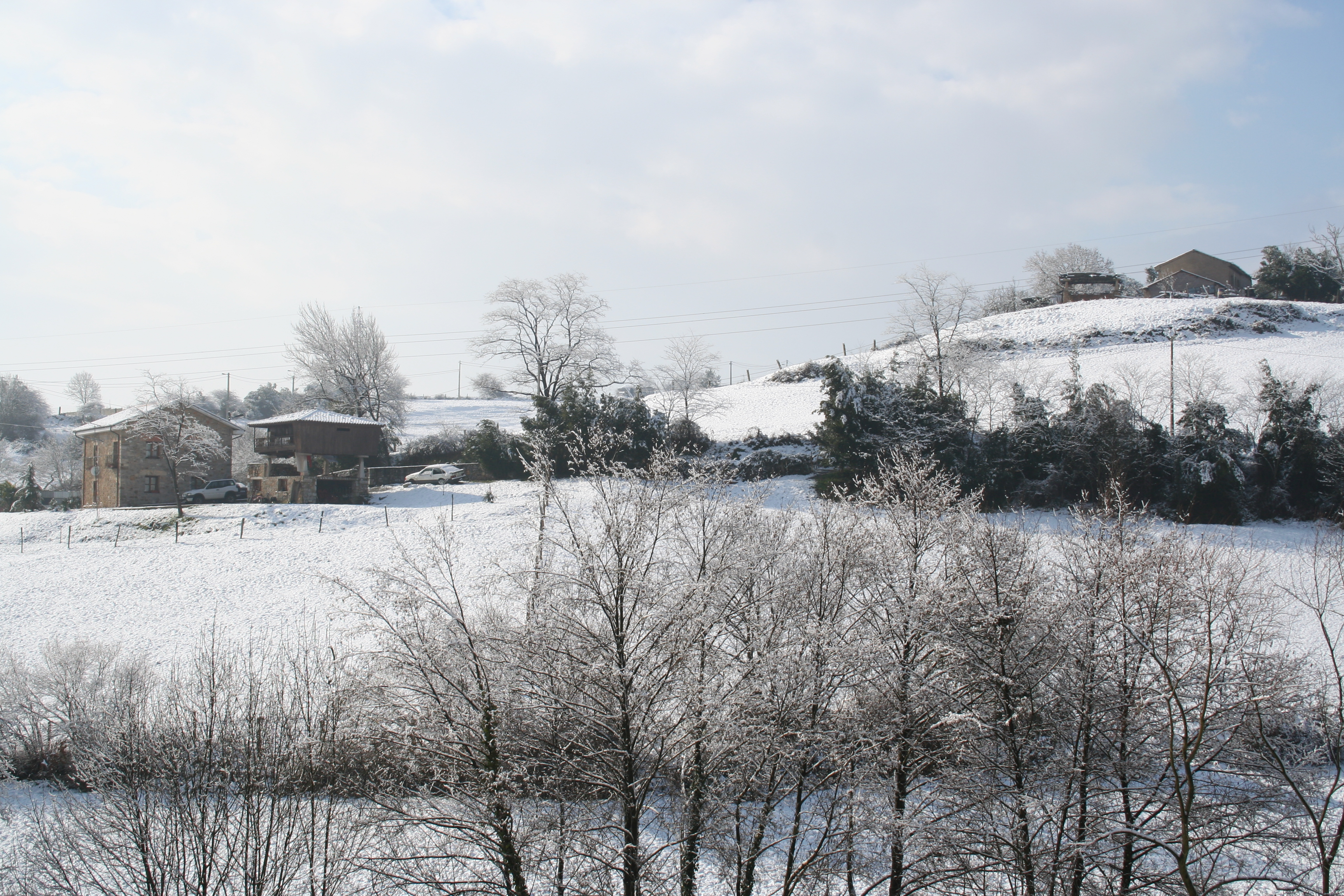
Monte de Llanera, al costat de l'esportiu de Posada de Llanera

## Història

### Prehistòria i època romana
Té restes arqueològiques del Paleolític Inferior i Mig. També té restes d'estructures tumulars de l'època Neolítica. Hi ha restes romanes que en la seva primera estructura va ser un castro però la falta d'excavacions arqueològiques fa difícil la seva datació, els principals castros són: La Coroña, Peña Menéndez, El Canto San Pedro, El Cuetu i el Pico Cogolla, el més estudiat ha estat el Cant San Pedro que ho posa més com centre aglutinador d'un territori que amb caràcter defensiu. La invasió romana va fer del territori de Llanera un dels més importants. Es tenen notícies del nucli de Lucus Asturum que era un enclavament administratiu important i estava relacionat amb totes les vies de comunicació.

### Edats mitja i moderna
En l'edat mitjana, hi ha una gran quantitat de documentacions que ens informen sobre les vendes o donacions que va haver en aquest territori. En aquesta època va haver diversos monestirs com els de San Pelayo, Santa María de la Vega i San Vicente, però si va haver un que va destacar fou el de l'Església major d'Oviedo que va ampliant els seus territoris gràcies a donacions de dos reis, Alfons III i Ordoni II. La culminació del seu poder sobre aquestes terres arribaria amb les donacions realitzades per la reina Urraca que dona a l'església d'Oviedo tot el territori de Llanera.
Durant els segles XIV i xv, l'administració de les terres de Llanera estaven associades a les de Les Regueres que pertanyien al Bisbe d'Oviedo, aquest encomanava la seva administració a una persona que s'anomenava encomendero, que era en general un noble destacant entre ells: Rodrigo Álvarez de les Astúries o Pedro Menéndez de Valdés. Aquesta família destaca pel seu suport a la corona i van estar en aquest càrrec d'ordinaris fins a bé entrat el segle xiv. Aquest sistema de govern va tenir diversos problemes que van acabar amb la rebel·lió del segle xv, que es coneix com la rebel·lió d'«els excomunicats» (en asturià esconsuraos), anomenada així perquè els habitants, farts dels abusos de l'encomendero, es van apoderar del seu representant fent-li objecte de vexacions i el Bisbe va respondre amb l'excomunió de les gents del concejo i va tancar les esglésies. Aquesta situació duraria quatre anys fins a la mort del Bisbe, amb el nou Bisbe arribarien a un acord prestant jurament de no rebel·lar-se i se'ls aixeca el càstig de l'excomunió.
És en el segle xvi, durant el regnat de Felip II, és quan el concejo passa a incorporar-se a la corona. La ciutat d'Oviedo compra el territori sense comptar amb la participació veïnal. Aquest canvi no va produir cap millora per a les gents, ja que va haver continus conflictes amb l'Ajuntament d'Oviedo, aquests problemes van seguir succeint durant els segles XVII i xviii, encara que d'una manera diferent, ja que els llaços que unien Llanera i Oviedo són cada vegada més febles. Això ho trobem a l'hora de nomenar càrrecs, ja que el consistori ovetenca tenia una potestat cada vegada més reduïda. En aquest segle xviii i ja a principis del xix, cal destacar la guerra de la Independència, on diverses persones del concejo van ser deportats a França com a presoneres de guerra. Aquesta zona va ser un lloc de passada que es repetiria durant la guerra carlina.

### Seglexixdes d'ara
En el segle xix, Llanera aconsegueix la seva independència d'Oviedo i fixa el seu capital en Posada, corresponent-li el seient número 39 en la Junta General del Principat. Una mica que destaca és la importància que va guanyant aquest concejo com via de comunicació i a això se li va començar a unir una industrialització incipient, s'instal·len indústries com Ceràmica Guisasola, una fàbrica d'explosius, explotacions mineres en Ferroñes. Altre esdeveniment va ser la instal·lació de la línia de ferrocarril León-Gijón que va convertir a Villabona en un important nus ferroviari. En 1936 Llanera va donar el triomf al Front Popular i després de l'aixecament l'exèrcit va romandre fidel a la República. Llanera va ser presa a l'octubre de 1937 al final de la guerra d'Astúries, però van continuar després algunes accions guerrilleres.
En 1960 hi ha un gran impuls industrialitzador, s'inauguren el polígon de Silvota, però la crisi dels anys setanta també va afectar aquest concejo, amb el tancament de diverses indústries. Cal destacar un ressorgiment a la fi del segle xx i comença a instal·lar-se un nou polígon industrial el de Asipo, se situa allí també Mercasturias, i el Parc Tecnològic d'Astúries, arribant a un gran desenvolupament no només industrial sinó residencial.

## Geografia
Aquest concejo té una extensió de 106,69 i una població de 13.109 habitants i els seus principals nuclis per nombre d'habitants són: la capital Posada, Lugo de Llanera, Santa Eulalia, Villabona, Pruvia i San Cucao. El seu terreny és predominantment pla, el concejo ocupa part de la plana que s'estén al nord d'Oviedo, té petits accidents entre els quals vam destacar: Santofirme, el Freixe i el Gorfoli de 317 metres que és la seva màxima altitud. La major part del seu terreny es dedica a pastura i li segueix en extensió l'ús forestal. Les seves espècies arbòries són: el pi, el castanyer i el roure. Es dedica poca extensió al cultiu destacant la patata i el blat de moro. La seva ramaderia és majoritàriament bovina. Una mica que cal destacar en aquest concejo és el sector serveis. El seu riu més important és el Nora que separa Llanera d'Oviedo, té nombrosos rierols com el Zalandrón, Los Gafases i el Robledo.

## Parròquies
| - Ables - Arlós - Bonielles - Cayés | - Ferroñes - Lugo - Pruvia - Rondiella | - San Cucufate de Llanera - Santa Cruz de Llanera - Villardeveyo |

## Evolució demogràfica
Malgrat la seva privilegiada situació, va viure dedicat a la seva activitat agrària, en quedar exclosa del desenvolupament econòmic industrial, presentant una evolució demogràfica similar a la majoria dels concejos rurals. En els primers 40 anys del segle xx, guanya en població 3.500 habitants arribant al seu màxim de població amb 11.424. Començant un procés de reculada que no pararia fins a 1960. En aquesta data la seva situació canvia doncs es veu ficada en l'àrea de construcció del centre d'Astúries. Els seus dos majors nuclis Lugo de Llanera i Posada tenen una forta embranzida com zona residencial tenint un increment de població de 1.400 persones, arribant al concejo una població d'11.407 habitants. Aquest procés ha donat lloc a una piràmide de població on les persones menors de 20 anys són el 26,7% superant en dos punts la mitjana regional i en més de quatre punts a les majors de 60 anys. Referent a la seva emigració sí que la va tenir, ja que cal tenir en compte que al principi va ser un concejo rural i li va afectar en la mateixa mesura que a altres concejos rurals. La seva emigració va ser majoritàriament a Amèrica, Cuba i Argentina, mentre que a partir de 1960 l'emigració es va dirigir a països del centre d'Europa. El sector serveis és el més important en la seva economia i ocupa al major nombre dels seus habitants. Sobresurt el comerç seguit per l'hostaleria, el transport o comunicacions. Una mica del que cal destacar de Llanera és que té una gran concentració de fàbriques que es troben en els polígons de Silvota que és de propietat pública i el de Asipo de propietat privada. En Llanera estan també Mercasturias i el Parc Tecnològic d'Astúries.

## Política
En el concejo de Llanera, des de 1979, el partit que més temps ha governat ha estat el PP, amb l'actual alcalde José Avelino Sánchez al capdavant des de 1995 (vegeu llista d'alcaldes de Llanera).
| Eleccions municipals |      |      |      |      |      |      |
| Partit               | 1987 | 1991 | 1995 | 1999 | 2003 | 2007 |
| Partit Popular       | 2    | 4    | 8    | 9    | 9    | 9    |
| PSOE                 | 10   | 10   | 7    | 7    | 6    | 7    |
| IU                   | 0    | 2    | 2    | 1    | 2    | 1    |
| CDS                  | 0    | 1    |      |      |      |      |
| AELL                 | 5    |      |      |      |      |      |
| Total                | 17   | 17   | 17   | 17   | 17   | 17   |